# داغوبيرتو بورجيس
داغوبيرتو بورجيس (مواليد 16 يناير 1940) هو مبارز بالسيف كوبي، مثّل بلاده في الألعاب الأولمبية الصيفية 1968.

## روابط خارجية
داغوبيرتو بورجيس على موقع أوليمبيديا (الإنجليزية)